# Microbille de verre pour marquage routier

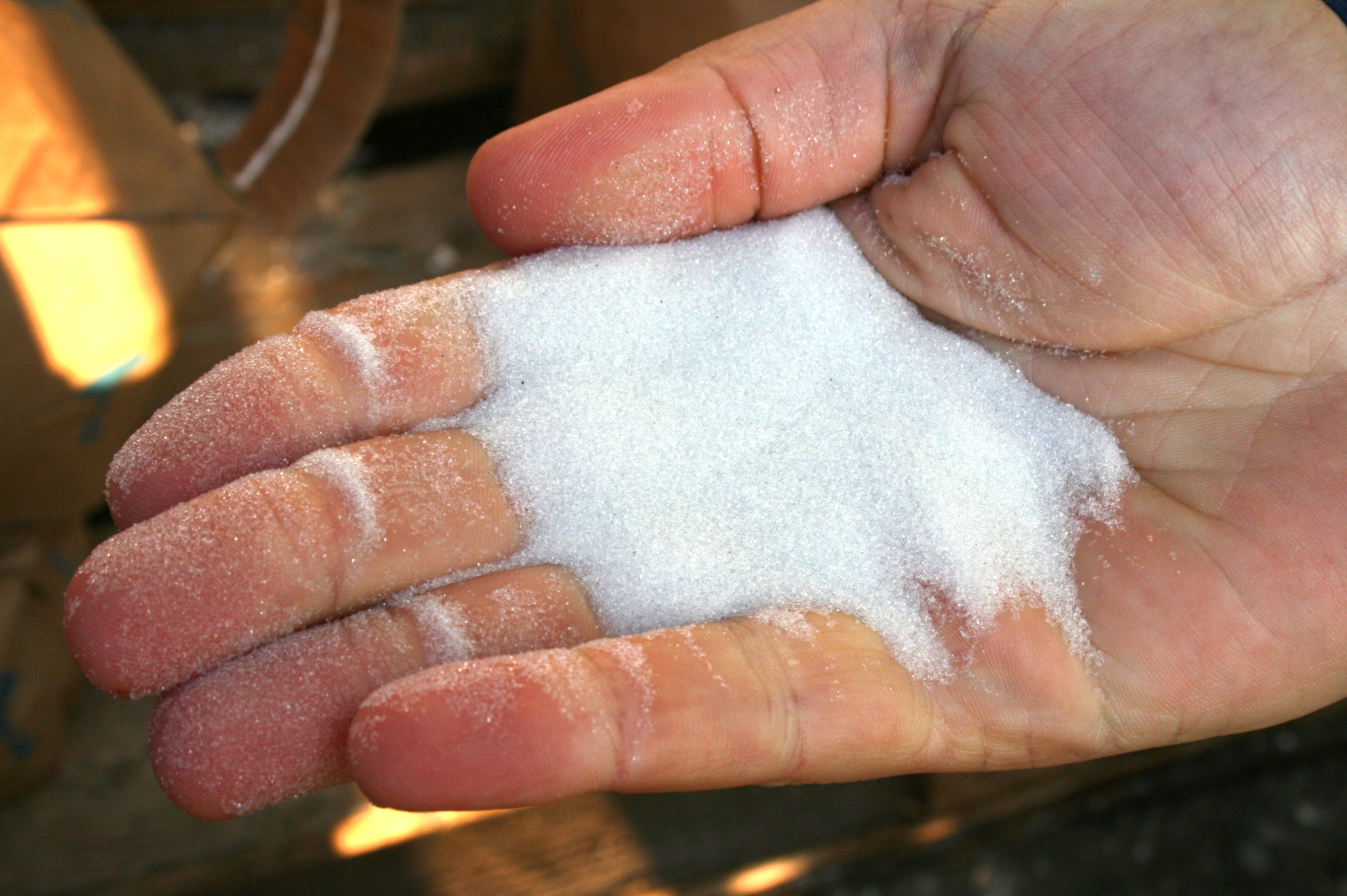
Microbilles de verre pour marquage routier

Dans le domaine du marquage routier, on désigne par microbilles de verres des particules sphériques transparentes qui sont ajoutées aux marquages routiers afin de les rendre visibles de nuit. Elles font partie de certains dispositifs rétroréfléchissants, également dit "passifs", et de la famille des « produits de saupoudrage », qui comprend également les granulats antidérapants. Elles doivent répondre à certaines normes techniques de qualité et granulométrie .
Sans microbilles de verre, les marquages routiers seraient moins visibles de nuit.

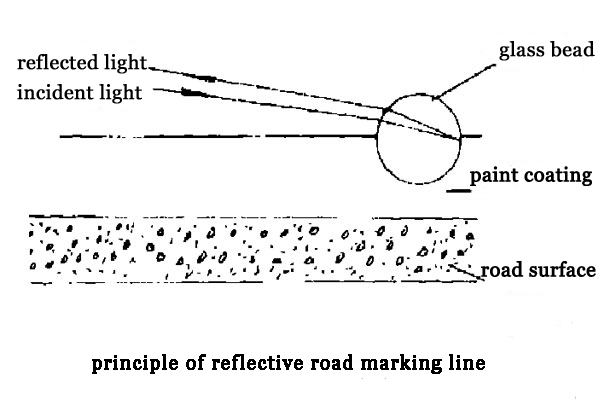
Principe de rétroréflexion d'un marquage routier

## Histoire
Le marquage à base de billes de verre a fait l'objet de dépôt de brevets à partir du milieu du XXe siècle ,. Des brevets ont suivi concernant l'application de ces billes

## Fabrication
Pour fabriquer des microbilles de verre, de fines particules de verre contenant du gaz sont chauffées pour faire fondre le verre et expanser le gaz puis refroidies rapidement pour les figer sous la bonne forme.

## Principes
Trois principes optiques sont mobilisés, liées au propriétés du verre quand il a la forme d'une microbille : Réflexion, réfraction et rétroréflexion ; c'est la rétroréflexion qui est ici recherchée et valorisée

### Indice de réfraction
L'indice de réfraction des microbilles de verre pour marquages routiers, microbilles de verre à la base de la visibilité nocturne, est une des propriétés de ces microbilles qui garantit une visibilité constante et homogène du marquage. La mesure de cet indice de réfraction des billes est l’objet d’un essai normé au niveau européen.

#### Descriptif
Voir le descriptif.
L’essai consiste à étudier au microscope sous un éclairage oblique, les microbilles au sein d'un liquide.
Cet essai dit de Schrober Van der Kolk ne s’applique qu’aux produits isotropes et monoréfringents.

#### Mode opératoire
On utilise un liquide d’indice de réfraction connu, comme l’huile de vaseline (1,470), l’huile de cèdre (1,510) ou le tribromure d’arsenic (2,000).

#### Classes
L'indice de réfraction n des microbilles de verre doit être conforme à l'une des classes suivantes :
- classe A : n >= 1,5 ;
- classe B : n >= 1,7 ;
- classe C : n >= 1,9.

## Qualité
La qualité des microbilles de verre pour le marquage routier doit garantir une visibilité constante et homogène du marquage, en assurant que les billes de verre présentent les caractéristiques de forme et de constitution requises. 
La mesure de cette qualité est l’objet d’un essai normé au niveau européen.

### Imperfections d’une microbille
La qualité optimale d'une microbille correspond à une bille sphérique et uniformément transparente, mais à l’issue de sa fabrication, toute bille peut présenter un ou plusieurs des défauts suivants :
- ovalité : la bille est ovale ;
- satellites : des microbilles plus petites sont collées à la microbille ;
- forme de goutte ;
- fusionnement : lorsque le rapport entre la grande dimension et la petite est supérieur à 1,3 ;
- forme quelconque sans arête vive ;
- opacité ;
- lactescence (présence d’inclusions gazeuses) ;
- à arêtes vives ;
- inclusion de corps étranger.

### Descriptif
Voir le descriptif.
L’essai consiste à tamiser le lot, puis d’observer au microscope ou à la loupe binoculaire. Chaque observation porte sur un nombre minimum de microbilles (600 en général) et aboutit à un dénombrement de chaque type d'imperfections.

### Performances exigées
| Diamètre | Taux de billes défectueuses | Taux de corps étrangers |
| -------- | --------------------------- | ----------------------- |
| < 1 mm   | 20                          | 3                       |
| >= 1 mm  | 30                          | 3                       |

## Indicateurs de qualité
Voir Indicateurs de qualité.
Les microbilles de verres peuvent être caractérisées par les indicateurs et essais suivants :
- granulométrie (détermination selon ISO 2591-1) ;
- indice de réfraction, (3 classes) ;
- résistance chimique (H2O, HCl, CaCl2, Na2S) ;
- qualité  (% défectueuses) ;
- granularité ;
- traitement de surface :
  - hydrofugation,
  - flottation,
  - adhérence,
  - autre.